# Nuova Alleanza Fiamminga
La Nuova Alleanza Fiamminga 
(in olandese Nieuw-Vlaamse Alliantie, N-VA), nota in italiano anche come Alleanza Neo-Fiamminga,
è un partito politico fiammingo di centro-destra e destra, nato dallo smembramento della Volksunie nel 2001.
Dal 2014 il partito ha espresso consecutivamente quattro ministri presidenti delle Fiandre (nell'ordine, Geert Bourgeois, Liesbeth Homans, Jan Jambon e Matthias Diependaele), e ha fatto parte del governo federale del Belgio nei governi Michel I (2014-2018) e De Wever (2025-).

## Storia

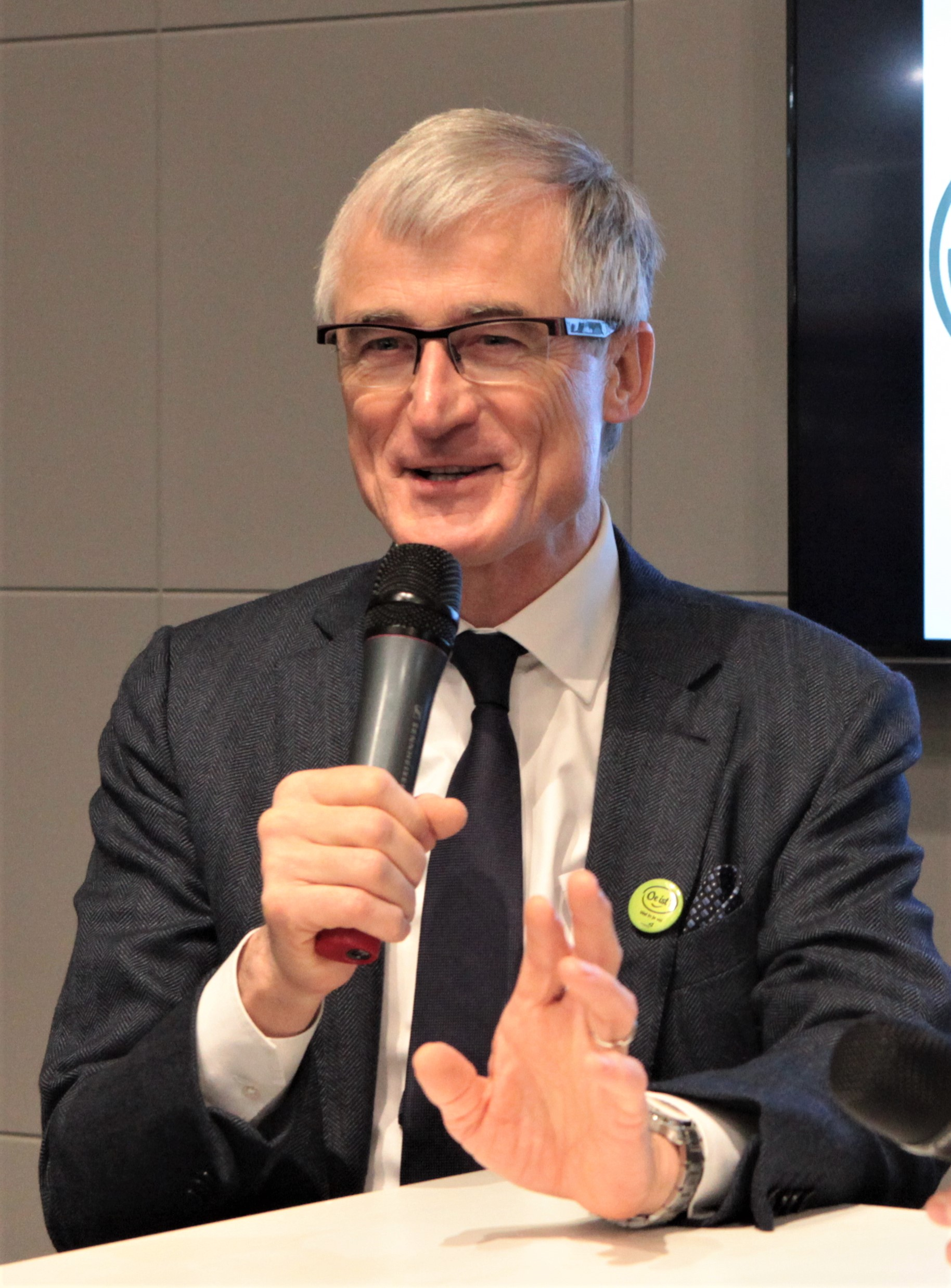
Geert Bourgeois, fondatore e primo presidente del partito

La N-VA, guidata da Geert Bourgeois, si presentò alle elezioni legislative federali per la prima volta nel 2003, ma la soglia elettorale del 5% le impedì di essere rappresentata al Parlamento, tranne che nella circoscrizione della Fiandra Occidentale, dove Geert Bourgeois venne eletto alla Camera dei Rappresentanti. Il partito contestava la soglia di sbarramento poiché la considerava un ostacolo alla democrazia, dal momento che nella maggioranza dei paesi europei questa soglia non esisteva o non superava il 3%.
La soglia elettorale era prevista anche nelle elezioni regionali di giugno 2004. Il partito, se non avesse raggiunto questa soglia, avrebbe rischiato di sparire. Dopo le elezioni del 2003, la N-VA scelse perciò di negoziare con i CD&V per formare una coalizione allo scopo di superare la soglia elettorale del 5%. Il CD&V accettò e insieme diventarono la prima formazione delle Fiandre con il 26% dei voti nelle elezioni regionali del 2004 e il 30% nelle elezioni federali del 2007.

## Ideologia e posizioni
La N-VA è una formazione politica espressione del nazionalismo fiammingo, classificata spesso come populista di destra, mentre ai suoi esordi veniva considerata principalmente un "partito pigliatutto".
Il partito è generalmente classificato come di centro-destra e destra. Altri, come il giornalista Guido Fonteyne, hanno etichettato la NV-A come un partito di estrema destra dal punto di vista sociale (per la sua tendenza populista) ed economico (per la sua opposizione allo stato sociale). Alcune posizioni del presidente del partito Bart De Wever sono state descritte da alcuni come xenofobe in quanto ostili all'immigrazione di massa. Altri osservatori tra cui Manuel Abramowicz, giornalista di sinistra coordinatore della rivista web belga osservatorio dell'estrema destra, respingono questa classificazione, specificando che la N-VA non è né antisemita, né conservatrice radicale, né razzista.
La N-VA è un partito conservatore, regionalista e confederalista, promotore di una maggiore autonomia delle Fiandre. La principale rivendicazione della N-VA è stata in passato l'indipendenza delle Fiandre dal Belgio, nel quadro dell'Unione europea. Tale posizione si è evoluta nel tempo, arrivando a respingere l'idea di un'indipendenza fiamminga ma invocando la soppressione delle istituzioni federali belghe e la creazione di due Stati sovrani (Fiandre e Vallonia) con la sovranità condivisa di Bruxelles e la creazione di una conferenza diplomatica mensile per la gestione di alcuni affari congiunti. Questa nuova linea è stata oggetto di alcune critiche all'interno della stessa N-VA; nel 2016 Bart De Wever procedette all'espulsione di due deputati federali che avevano criticato la linea del partito invocando pubblicamente una via più diretta per il "separatismo". 
Il partito è moderatamente euroscettico.

## Presidenti
| Presidente                      | Periodo                            | Note |
| ------------------------------- | ---------------------------------- | --- |
| Geert Bourgeois                 | 17 settembre 2001 – 22 luglio 2004 | Presidente provvisorio fino al 5 maggio 2002. Eletto ufficialmente presidente il 5 maggio 2002.                                       |
| Bart De Wever e Frieda Brepoels | 26 luglio 2004 – 23 ottobre 2004   | Presidente ad interim. |
| Bart De Wever                   | 23 ottobre 2004 – 3 febbraio 2025  | Eletto il 23 ottobre 2004. Rieletto l'8 marzo 2008, il 19 marzo 2011, il 15 novembre 2014, il 18 novembre 2017 e il 14 novembre 2020. |
| Steven Vandeput                 | 3 febbraio 2025 – 26 aprile 2025   | Presidente ad interim. |
| Valerie Van Peel                | 26 aprile 2025 – in carica         | Eletto il 26 aprile 2025. |

## Membri

### Esponenti principali

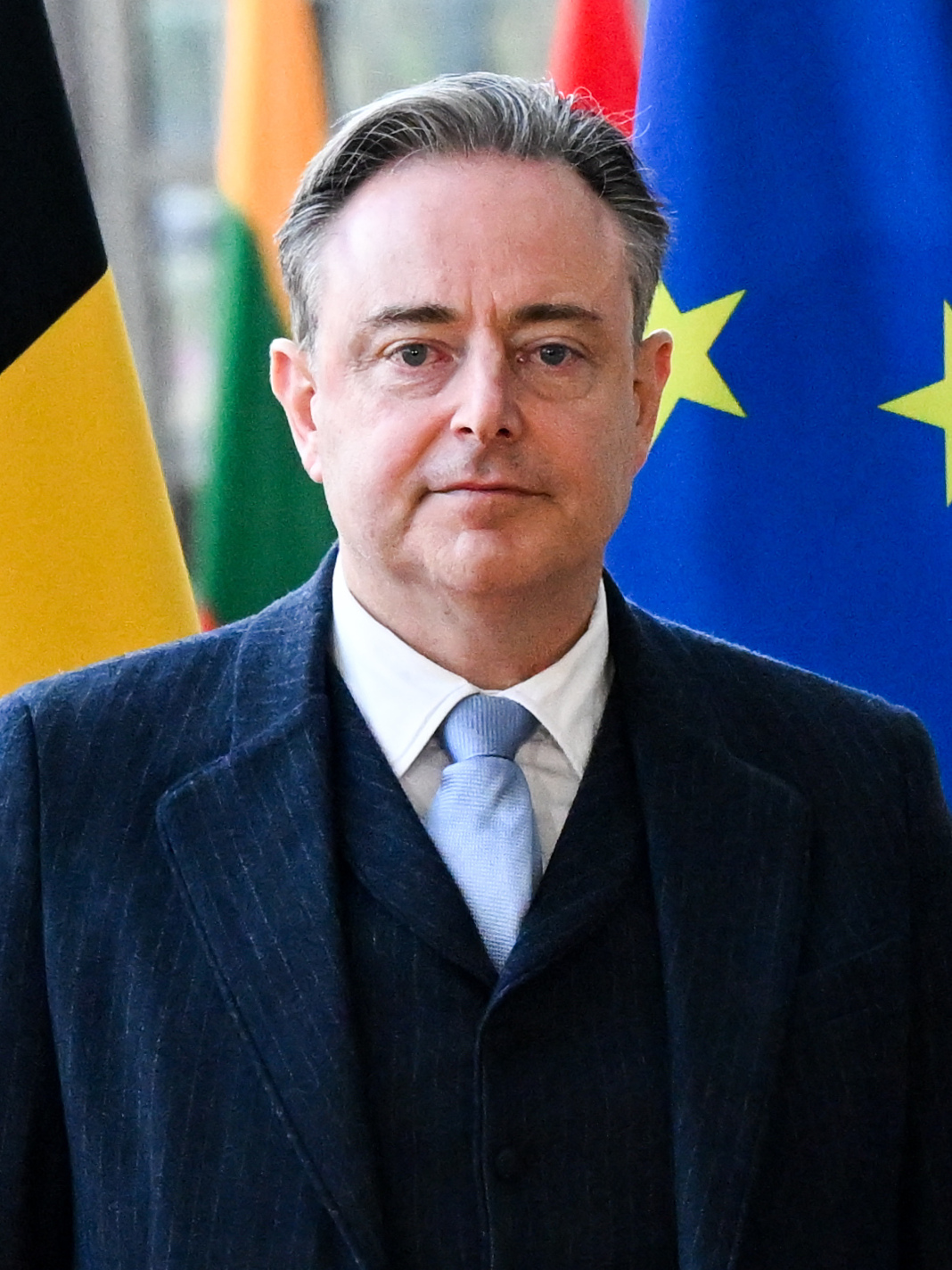
Bart De Wever, presidente più longevo (2004–2025) in carica 21 anni e Primo ministro del Belgio dal 2025

- Bart De Wever, presidente del partito, ex sindaco di Anversa, Primo ministro del Belgio dal 3 gennaio 2025[27].
- Jan Jambon, ex ministro presidente delle Fiandre, ex ministro federale dell'Interno.
- Geert Bourgeois, ex ministro presidente delle Fiandre, ministro fiammingo degli affari amministrativi, della politica estera, delle comunicazioni e del turismo.
- Steven Vandeput, ex ministro federale della Difesa.
- Liesbeth Homans, ex ministro presidente delle Fiandre, presidente del Parlamento fiammingo.
- Johan Van Overtveldt, ex ministro federale delle Finanze, europarlamentare, Presidente della Commissione bilanci del Parlamento europeo nella IX legislatura.

## Simboli storici e attuali

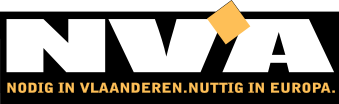
2001-2017
2017-2018
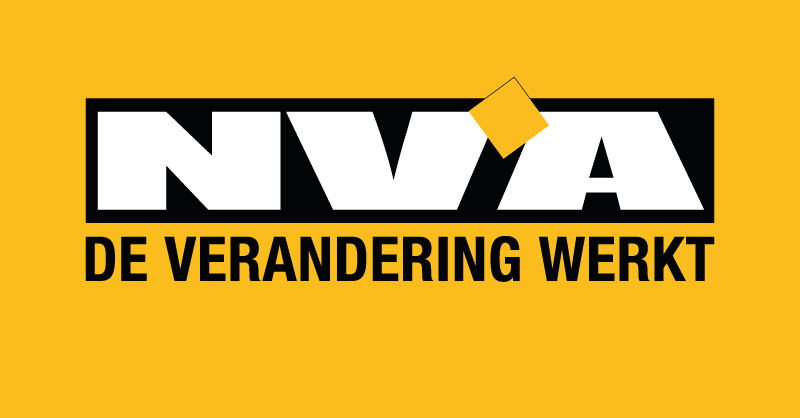
Dal 2018

## Risultati elettorali
| Elezione          | Elezione     | Voti      | %     | Seggi    |
| ----------------- | ------------ | --------- | ----- | -------- |
| Parlamentari 2003 | Camera       | 201.399   | 3,06  | 1 / 150  |
| Parlamentari 2003 | Senato       | 200.273   | 3,06  | 0 / 40   |
| Europee 2004      | Europee 2004 | 1.131.119 | 17,43 | 1 / 24   |
| Parlamentari 2007 | Camera       | 1.234.950 | 18,51 | 30 / 150 |
| Parlamentari 2007 | Senato       | 1.287.389 | 19,42 | 9 / 40   |
| Europee 2009      | Europee 2009 | 405.545   | 6,13  | 1 / 22   |
| Parlamentari 2010 | Camera       | 1.135.617 | 17,40 | 27 / 150 |
| Parlamentari 2010 | Senato       | 1.268.780 | 19,61 | 9 / 40   |
| Parlamentari 2014 | Camera       | 1.366.397 | 20,26 | 33 / 150 |
| Europee 2014      | Europee 2014 | 1.123.355 | 16,79 | 4 / 21   |
| Parlamentari 2019 | Camera       | 1.086.787 | 16,03 | 25 / 150 |
| Europee 2019      | Europee 2019 | 954.048   | 14,17 | 4 / 21   |
| Parlamentari 2024 | Camera       | 1.167.061 | 16,92 | 24 / 150 |
| Europee 2024      | Europee 2024 | 995.868   | 13,96 | 3 / 22   |
| 1.                |              |           |       |          |